# Lessingia
Lessingia là một chi thực vật có hoa trong họ Cúc (Asteraceae).

## Loài
Chi Lessingia gồm các loài: